# Mastoureh Afshar
Mastoureh Afshar, född 1898, död 1951, var en iransk feminist och kvinnorättsaktivist. 
Hon grundade år 1922  Irans första officiella kvinnorättsorganisation, Jam'iyat-e Nesvan-e Vatankhah, tillsammans med Mohtaram Eskandari och Noor-ol-Hoda Mangeneh.